# Wilhelm Kerl

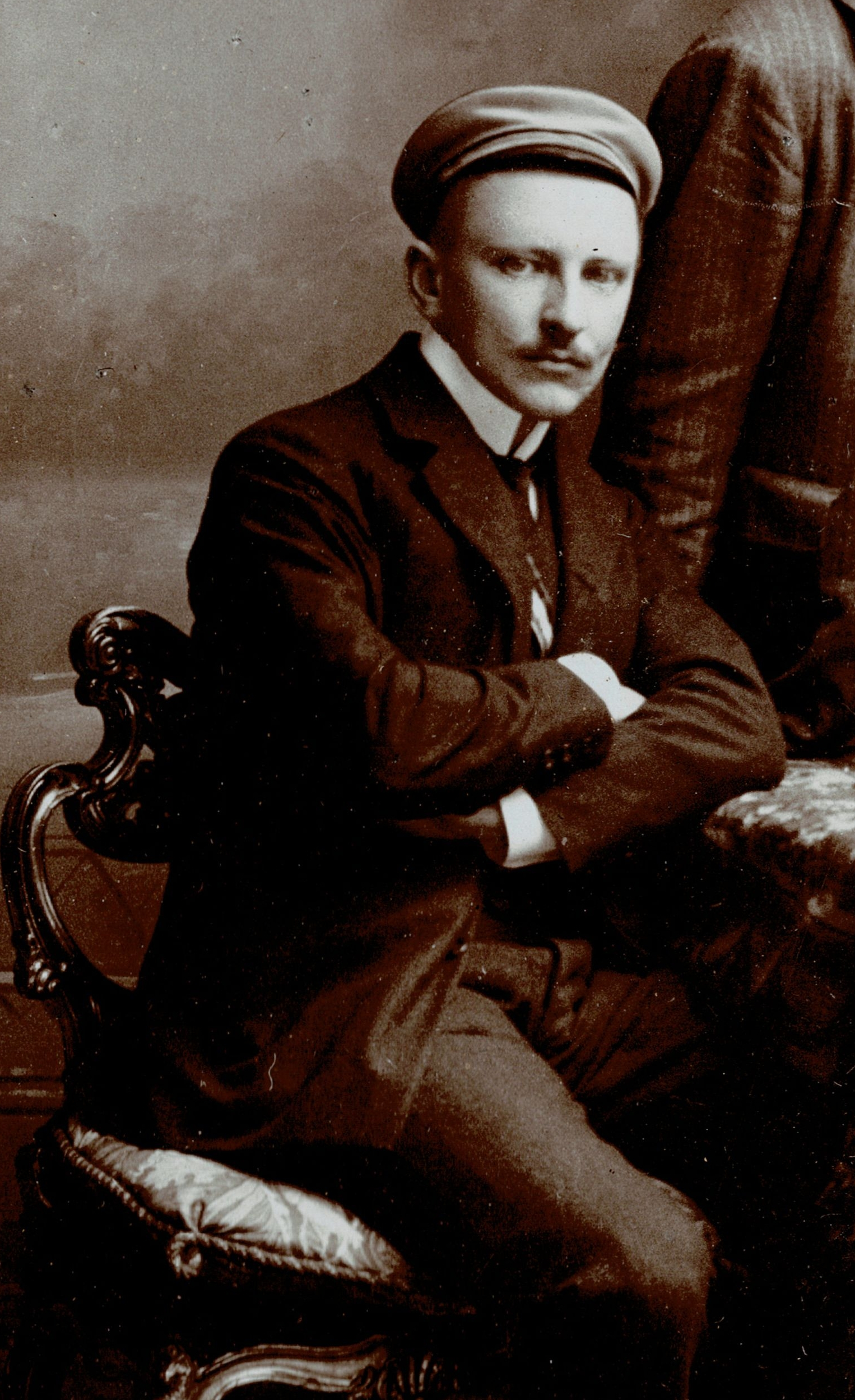
Wilhelm Kerl (1904)

Wilhelm Kerl (* 2. Februar 1880 in Wien; † 29. Mai 1945 ebenda) war ein österreichischer Dermatologe. Am Ende des Zweiten Weltkriegs war er im letzten Lebensmonat für die Österreichische Volkspartei Amtsführender Stadtrat in Wien.

## Leben
Kerl studierte an der Universität Wien Medizin. 1901 im Corps Alemannia Wien recipiert, zeichnete er sich dreimal als Senior und einmal als Fuchsmajor aus. Nachdem er 1906 zum Dr. med. promoviert worden war, ließ er sich an verschiedenen Kliniken ausbilden. Er war 1906/07 am Chemisch-pathologischen Institut unter Ernst Freund und an der II. Medizinischen Klinik unter Edmund von Neusser tätig. 1907/08 war er an der  II. Chirurgischen Klinik unter Julius Hochenegg beschäftigt. Ab 1908 arbeitete Kerl an der Klinik für Dermatologie und Syphilis unter Gustav Riehl. Er wirkte 1921–1926 als Facharzt und Leiter des Ambulatoriums für Haut- und Geschlechtskrankheiten am Kaiserin-Elisabeth-Spital und war 1926/27 Vorstand der Hautklinik in Innsbruck. Danach war er 1927–1938 Vorstand der Universitätsklinik für Haut- und Geschlechtskrankheiten am Allgemeinen Krankenhaus Wien.
Ab 1915 lehrte Kerl nach seiner Habilitation als Privatdozent für Haut- und Geschlechtskrankheiten an der Universität Wien. Er wurde 1921 a.o. Professor und wechselte 1926 als o. Professor nach Innsbruck, bevor er 1927 die Nachfolge Fingers auf dem Wiener Lehrstuhl antrat. Kerl veröffentlichte zahlreiche Schriften auf dem Gebiet der Haut- und Geschlechtskrankheiten. Besonders erwähnenswert sind seine Schriften zur experimentellen Kaninchensyphilis, seine Arbeiten auf dem Gebiet der Hauttuberkulose sowie Therapiestudien (insbesondere zur Syphilis und zu deren Behandlung mit Arsphenamin).
Von Bürgermeister Theodor Körner im April 1945 als Amtsführender Stadtrat für Gesundheitswesen in die Landesregierung und Stadtsenat Körner I berufen, starb Kerl bereits im Mai im Amt.
Zu den Schülern von Wilhelm Kerl gehört der Dermatologe Paul Fasal, der Österreich 1938 aufgrund seines jüdischen Glaubens verlassen musste und in die USA emigrierte.